# Горичева, Татьяна Михайловна
Татья́на Миха́йловна Го́ричева (род. 12 августа 1947, Ленинград, СССР) — советская и российская писательница, христианский философ, активная защитница прав животных.

## Образование
Училась в ленинградской школе № 261, после семи классов поступила в Радиополитехникум при заводе «Светлана», закончила его с дипломом технического переводчика с немецкого. Затем училась на философском факультете ЛГУ, специализируясь по дисциплине «современная буржуазная философия», по индивидуальной программе изучала работы Шопенгауэра, Дильтея, Макса Шелера, Гуссерля, Хайдеггера и др.

## Переписка с Хайдеггером
В 1974 году ездила на Всемирный гегелевский конгресс в Москве, там познакомилась с друзьями Хайдеггера, которые передали немецкому философу её письмо, между ними завязалась переписка (через ГДР). Незадолго до смерти Хайдеггер вспоминал, что большой радостью для него было знакомство с молодым русским философом. В одном из писем Хайдеггер прислал Горичевой свои поздние стихи, ещё нигде на тот момент не опубликованные.

## Журнал «37» и религиозные семинары
Татьяна отнесла стихи поэту Виктору Кривулину (это стало причиной для их знакомства, дружбы и в дальнейшем — брака). Они поселились в квартире 37 на Курляндской улице, ставшей одним из центров встреч для «второй культуры» (культурного андеграунда советских времён). Они стали выпускать самиздатский религиозно-философский и культурный журнал «37», вокруг которого собиралась нелегальная и полулегальная творческая общественность Ленинграда и других городов, многие были постоянными посетителями кафе «Сайгон».
Горичева пришла к христианству в 26 лет, благодаря опыту откровения, который она получила, читая молитву «Отче наш». Каждую неделю она проводила религиозные семинары, а Виктор Кривулин — поэтические. Участвовали в основном православные неофиты, творческая интеллигенция (Лев Александрович Руткевич, Евгений Пазухин, Галина Григорьева, Борис Гройс, поэты Василий Филиппов, Сергей Стратановский, Олег Охапкин, литераторы Вячеслав Долинин, Борис Останин, художник Анатолий Васильев, были и священники — Тео Ван дер Форт, запрещённые в служении баптисты, Виктор Антонов, Виктор Алымов, Николай Симаков и др.) Семинар регулярно проводился в течение почти десяти лет и продолжался после высылки Горичевой за границу.

## Женское движение
В 1979 несколько питерских интеллектуалок (Юлия Вознесенская, Наталья Малаховская, Татьяна Мамонова и Татьяна Горичева) выпустили первый независимый женский журнал «Женщина и Россия» (позже — журнал «Мария»), который стал широко известен за рубежом. Журнал впервые правдивым языком рассказывал о положении советской женщины и отстаивал духовные ценности перед лицом официальной пропаганды. Начались преследования со стороны КГБ, участниц быстро разраставшегося движения арестовывали, отправляли в тюрьмы и психиатрические лечебницы. 20 июля 1980 года, в первый день московской Олимпиады, Горичева, Малаховская и Мамонова, под угрозой ареста, были вынуждены покинуть СССР. При Андропове женское движение было полностью уничтожено.

## На Западе (с 1980 по 1988)
Оказавшись в Европе, Горичева стала известна благодаря своим книгам и многочисленным выступлениями. Её приглашали католики, протестанты, православные, различные университеты и религиозные движения в десятках стран мира (Европа, Бразилия, Чили, Эквадор, Южная Корея, Канада и др.). В Германии спонтанно возникло движение, назвавшее себя «Секретариат Татьяны Горичевой», которое организовывало материальную и духовную помощь СССР. Ещё до падения железного занавеса в Германии издавались и отправлялись в СССР литургические книги, Добротолюбие, православный катехизис, книги старцев, богословская литература. На пожертвования Секретариата восстанавливались церкви и монастыри, осуществлялась помощь приходам и отдельным людям.
В Германии Горичева училась в католическом Институте святого Георгия (Франкфурт-на-Майне).
Переехав в 1981 году в Париж, поступила в Свято-Сергиевский православный богословский институт, слушала лекции в Сорбонне.
На свои средства организовала религиозно-философское издательство «Беседа», выпускала одноимённый журнал, (всего вышло тринадцать номеров). В издательстве печатались книги не публикуемых в Союзе авторов — поэтов Елены Шварц, Виктора Кривулина, Олега Охапкина, «Философский дневник» Бориса Гройса (Гройс, Борис Ефимович) и др.
В 1988 году Горичевой было разрешено вернуться в СССР, что она и сделала (не теряя своих связей с Западом).

## Деятельность в России (с 1988 по настоящее время)
Вернувшись в Ленинград, Горичева продолжала выступать с лекциями в России и на Западе, издавать и писать книги и статьи, собирать вокруг себя представителей самых разных религиозных и творческих кругов, организуя круглые столы и конференции. Область её философских интересов — это прочтение современных западных богословов и философов глазами православного человека, а также анализ явлений современной культуры.
Но главным направлением её работы в последние годы стала деятельность в области экологии и защита животных.
Она является вице-президентом Русско-Французского общества защиты животных, написала несколько значимых книг по этой теме.

## Основные труды

### На иностранных языках
- Nous, convertis d’Union Sovietique. — Paris: Nouvelle cite, 1983.
- Von Gott zu reden ist gefährlich. Meine Erfahrungen im Osten und im Westen. — Freiburg: Herder Verlag, 1984.
- Talking about God is Dangerous. — London, 1986.
- Die Kraft der Ohnmächtigen. — Weisheit aus dem Leiden. SCM R. Brockhaus; Auflage: 3. Aufl. (1988)
- Unaufhörlich sucht der Mensch das Glück. — Freiburg: Herder, 1989.
- Nadjeschda heißt Hoffnung. — Freiburg: Herder, 1990.
- Unverhoffte Freude von Tatjana Goritschewa von Scm R. Brockhaus (1990).
- Heilige Mutter Erde. — Kösel, 1993.

### На русском
- Новый град Китеж (философские работы, совместно с Юрием Мамлеевым). — Париж, 1988.
- Православие и постмодернизм. — Л.: ЛГУ, 1991. https://web.archive.org/web/20121029114521/http://www.academia.edu/887765/_._
- Дочери Иова. Христианство и феминизм. — СПб.: СП «Алга-Фонд»; ТПО «Ступени» 1992.
- Дневник путешествий. — СПб., Ступени, 1993.
- Святые животные. — СПб., 1993.
- Христианство и современный мир. — СПб.: Алетейя; Ступени, 1996.
- Письма о Любви. — СПб.: Алетейя; Ступени, 1998. (совместно с А. Кузнецовой).
- Татьяна Горичева, Даниэль Орлов, Александр Секацкий. От Эдипа к Нарциссу. Беседы — СПб.: Алетейя, 2001.
- Горичева Т., Иванов Н., Орлов Д., Секацкий А. Ужас реального — СПб.: Алетейя, 2003.
- Только в России есть весна! (Дневники 1980—2003). — М.: Русский Хронограф, 2006.
- Молчание животных. Самиздат. — СПб., 2008.
- Блажен иже и скоты милует. — Любляна: LOGOS, 2010.
- Собр. соч. в одном томе: О священном безумии. Христианство в современном мире. — СПб.: Алетейя, 2015. — 585 с.